# Giuseppe Statella
Giuseppe Statella (Melito di Porto Salvo, 15 marzo 1988) è un calciatore italiano, centrocampista della DB Rossoblù Città di Luzzi.

## Caratteristiche tecniche
Centrocampista di fascia, è dotato di grande corsa e fisicità; abile negli inserimenti offensivi, ha un grande senso del gol.

## Carriera
Cresciuto nel settore giovanile del Bari, ha esordito in prima squadra il 3 maggio 2008, nella partita di campionato persa per 2-0 contro l’Ascoli. Nelle stagioni successive gioca in prestito con Benevento, Salernitana, Torino, Grosseto, Fidelis Andria e Pavia Nel 2013 fa ritorno ai Galletti, con cui disputa tre partite segnando una rete, prima di essere ceduto, a titolo definitivo, alla Pro Vercelli. Il 27 gennaio 2015 passa al Cosenza: con la squadra calabrese vince una Coppa Italia di categoria e si afferma come uno dei migliori giocatori della Serie C. Il 16 gennaio 2018, in scadenza di contratto, viene acquistato dalla Ternana, con cui firma fino al 2020. Il 7 luglio, dopo la retrocessione del club umbro, passa al Catanzaro, legandosi alle Aquile con un biennale. Dopo 2 stagioni con i calabresi il 5 ottobre 2020 firma con la Vibonese. Inizia la stagione successiva con il Lavello, in Serie D, ma nel mercato invernale viene acquistato dal Messina.
Il 26 agosto 2022 viene ufficializzato dal Gelbison. Dopo aver disputato 8 presenze ufficiali nel mercato di gennaio viene ceduto al Rende, in Eccellenza.

## Calcioscommesse
Il 28 febbraio 2013 è stato ascoltato dalla Procura della Repubblica di Cremona in merito allo scandalo italiano del calcioscommesse del 2011, in quanto tesserato del Bari nelle due partite finite sotto inchiesta (Bari-Treviso 0-1 dell’11 maggio 2008 e Salernitana-Bari 3-2 del 23 maggio 2009).

## Statistiche

### Presenze e reti nei club
| Stagione            | Squadra             | Campionato          | Campionato | Campionato | Coppe nazionali | Coppe nazionali | Coppe nazionali | Coppe continentali | Coppe continentali | Coppe continentali | Altre coppe | Altre coppe | Altre coppe | Totale | Totale |
| Stagione            | Squadra             | Comp                | Pres       | Reti       | Comp            | Pres            | Reti            | Comp               | Pres               | Reti               | Comp        | Pres        | Reti        | Pres   | Reti   |
| ------------------- | ------------------- | ------------------- | ---------- | ---------- | --------------- | --------------- | --------------- | ------------------ | ------------------ | ------------------ | ----------- | ----------- | ----------- | ------ | ------ |
| 2007-2008           | Bari                | B                   | 3          | 0          | CI              | -               | -               | -                  | -                  | -                  | -           | -           | -           | 3      | 0      |
| 2008-2009           | Benevento           | 1D                  | 22+4       | 3+1        | CI+CI-LP        | 3+1             | 0               | -                  | -                  | -                  | -           | -           | -           | 30     | 4      |
| 2009-gen. 2010      | Salernitana         | B                   | 10         | 0          | CI              | 2               | 0               | -                  | -                  | -                  | -           | -           | -           | 12     | 0      |
| gen.-giu. 2010      | Torino              | B                   | 4+3        | 0          | CI              | -               | -               | -                  | -                  | -                  | -           | -           | -           | 7      | 0      |
| 2010-gen. 2011      | Grosseto            | B                   | 11         | 0          | CI              | 2               | 0               | -                  | -                  | -                  | -           | -           | -           | 13     | 0      |
| gen.-giu. 2011      | Andria BAT          | 1D                  | 14         | 1          | CI-LP           | -               | -               | -                  | -                  | -                  | -           | -           | -           | 14     | 1      |
| 2011-gen. 2012      | Bari                | B                   | 0          | 0          | CI              | 0               | 0               | -                  | -                  | -                  | -           | -           | -           | 0      | 0      |
| gen.-giu. 2012      | Pavia               | 1D                  | 15+2       | 2          | CI-LP           | -               | -               | -                  | -                  | -                  | -           | -           | -           | 17     | 2      |
| 2012-2013           | Pavia               | 1D                  | 25         | 3          | CI-LP           | 2               | 0               | -                  | -                  | -                  | -           | -           | -           | 27     | 3      |
| Totale Pavia        | Totale Pavia        | Totale Pavia        | 40+2       | 5          |                 | 2               | 0               |                    | -                  | -                  |             | -           | -           | 44     | 5      |
| 2013-gen. 2014      | Bari                | B                   | 3          | 1          | CI              | 0               | 0               | -                  | -                  | -                  | -           | -           | -           | 3      | 1      |
| Totale Bari         | Totale Bari         | Totale Bari         | 6          | 1          |                 | 0               | 0               |                    | -                  | -                  |             | -           | -           | 6      | 1      |
| gen.-giu. 2014      | Pro Vercelli        | 1D                  | 11+5       | 0+1        | CI+CI-LP        | -               | -               | -                  | -                  | -                  | -           | -           | -           | 16     | 1      |
| 2014-gen. 2015      | Pro Vercelli        | B                   | 9          | 0          | CI              | 0               | 0               | -                  | -                  | -                  | -           | -           | -           | 9      | 0      |
| Totale Pro Vercelli | Totale Pro Vercelli | Totale Pro Vercelli | 20+5       | 0+1        |                 | 0               | 0               |                    | -                  | -                  |             | -           | -           | 25     | 1      |
| gen.-giu. 2015      | Cosenza             | LP                  | 15         | 1          | CI+CI-LP        | 0+5             | 0+1             | -                  | -                  | -                  | -           | -           | -           | 20     | 2      |
| 2015-2016           | Cosenza             | LP                  | 32         | 3          | CI+CI-LP        | 1+1             | 0               | -                  | -                  | -                  | -           | -           | -           | 34     | 3      |
| 2016-2017           | Cosenza             | LP                  | 35+5       | 12+1       | CI+CI-LP        | 1+1             | 0+1             | -                  | -                  | -                  | -           | -           | -           | 42     | 14     |
| 2017-gen. 2018      | Cosenza             | C                   | 20         | 1          | CI+CI-C         | 1+2             | 0               | -                  | -                  | -                  | -           | -           | -           | 20     | 2      |
| Totale Cosenza      | Totale Cosenza      | Totale Cosenza      | 102+5      | 17+1       |                 | 12              | 2               |                    | -                  | -                  |             | -           | -           | 119    | 20     |
| gen.-giu. 2018      | Ternana             | B                   | 17         | 0          | CI              | -               | -               | -                  | -                  | -                  | -           | -           | -           | 17     | 0      |
| 2018-2019           | Catanzaro           | C                   | 32+2       | 1          | CI-C            | 4               | 0               | -                  | -                  | -                  | -           | -           | -           | 38     | 1      |
| 2019-2020           | Catanzaro           | C                   | 21+1       | 0          | CI-C            | 2               | 0               | -                  | -                  | -                  | -           | -           | -           | 24     | 0      |
| Totale Catanzaro    | Totale Catanzaro    | Totale Catanzaro    | 53+3       | 1          |                 | 6               | 0               |                    | -                  | -                  |             | -           | -           | 62     | 1      |
| 2020-2021           | Vibonese            | C                   | 25         | 2          | -               | -               | -               | -                  | -                  | -                  | -           | -           | -           | 25     | 2      |
| 2021-2022           | Lavello             | D                   | 18         | 3          | CI-D            | 1               | 0               | -                  | -                  | -                  | -           | -           | -           | 19     | 3      |
| gen.-giu. 2022      | Messina             | C                   | 15         | 1          | CIC             | -               | -               | -                  | -                  | -                  | -           | -           | -           | 15     | 1      |
| 2022-gen. 2023      | Gelbison            | C                   | 7          | 0          | CIC             | 1               | 0               | -                  | -                  | -                  | -           | -           | -           | 8      | 0      |
| Totale carriera     | Totale carriera     | Totale carriera     | 364+22     | 34+3       |                 | 30              | 2               |                    | -                  | -                  |             | -           | -           | 416    | 39     |

## Palmarès

### Club

#### Competizioni nazionali
- Coppa Italia Lega Pro: 1

Cosenza: 2014-2015